# Faussergues
Faussergues település Franciaországban, Tarn megyében. Lakosainak száma 137 fő (2022. január 1.). Faussergues Lédergues, Saint-Jean-Delnous, Le Dourn, Lédas-et-Penthiès, Padiès, Saint-Michel-Labadié és Valence-d’Albigeois községekkel határos.

## Népesség
A település népességének változása:
| Lakosok száma | 148  | 148  | 151  | 141  | 138  | 136  | 134  | 132  | 137  |
|               | 2013 | 2015 | 2016 | 2017 | 2018 | 2019 | 2020 | 2021 | 2022 |